# Márványfoltos macska
A márványfoltos macska vagy szikmár (Pardofelis marmorata) a ragadozók (Carnivora) rendjébe és a macskafélék (Felidae) családjába tartozó faj

## Előfordulása
A faj élőhelye Asszámtól Északkelet-Indián át Nepálig, Délkelet-Ázsiában pedig egészen Borneó és Szumátra szigetéig terjed, melyek a pleisztocén kori legutóbbi jégkorszak idején az ázsiai kontinenshez kapcsolódtak. Főként a trópusi erdőkben él, de megtalálható a vegyes lombos- és örökzöld erdőkben, valamint a másodlagos erdőkben is.

## Alfajok
- P. marmorata marmorata – Malajzia, Borneó
- P. m. charltoni – Nepál

## Megjelenése
Mérete a házi macskáéhoz hasonló. Testtömege 2-6 kilogramm. Marmagassága 28 centiméter. Hossza 100-106 centiméter, a farka aránylag hosszú, 35-40 centiméteres és vastag szőrzet borítja, amely hasznos a fákon történő egyensúlyozásnál. Bundája – amely leginkább a nagyobb termetű ködfoltos párducéra hasonlít –, sárgás- és vörösesbarna, valamint szürkésfehér színű, fekete mintázattal. A hátán foltok, a fején, a lábain és a farkán pettyek, a nyakán és a fejtetőjén pedig csíkok találhatók. Koponyája a gepárdéhoz hasonlóan rövid, kerek és széles, fülei tompa végűek, szemfogai hosszúak.

## Életmódja
A sűrű erdők lakója, emiatt az életmódja kevéssé ismeretes. Az ideje nagy részét feltehetően a fákon tölti, ahol madarakra, rágcsálókra és hüllőkre vadászik. Főleg éjszaka aktív. A hosszúfarkú macskáéhoz hasonló ökológiai szerepet tölt be. Brehm beszámolt egy fogságba esett példányról, amely időnként tüsszögésszerű hangot hallatott és amelynek viselkedése a házi macskáéhoz és az ocelotéhoz volt hasonlítható.

## Szaporodása
Magányos életet él. A nőstény 66-81 napos vemhesség után 1-4 kölyköt hoz világra, amelyek 21 hónaposan válnak ivaréretté. A kölykök füle 5, szemük 14 nap után nyílik ki, 22 naposan képesek járni. A különálló minták eleinte nem láthatók a bundájukon.

## Természetvédelmi helyzete
A faj létszáma nem ismert, de a délkelet-ázsiai trópusi erdők fogyatkozása miatt feltehetőleg rohamosan csökken. Emellett értékes bundája miatt vadásznak is rá. Található belőlük pár példány a Los Angeles-i állatkertben, de meg nem erősített információk szerint akad belőlük pár az ázsiai állatkertekben is, például Szingapúrban vagy Saigonban. Élettartamuk fogságban 12 év. A faj szerepel a CITES I. függelékében.